# Ner (Fluss)
Der Ner ist ein Fluss in Polen. Er entspringt südöstlich von Łódź und mündet in die Warthe.
Der Ner fließt durch folgende Ortschaften:
- Rzgów
- Ruda Pabianicka
- Łódź
- Konstantynów Łódzki
- Lutomiersk
- Poddębice
- Dąbie
- Chełmno nad Nerem